# Curious George 2: Follow That Monkey!
Curious George 2: Follow That Monkey! (Nederlands: Nieuwsgierig Aapje 2: Volg Dat Aapje!) is een Amerikaanse animatiefilm uit 2009, geregisseerd door Norton Vigien. De film is gebaseerd op de boekenreeks Curious George van H.A. Rey en Margret Rey. De film is het vervolg op Curious George uit 2006 en werd geproduceerd door Imagine Entertainment, Toon City Animation en Universal Animation Studios.

## Verhaal
Het nieuwsgierig aapje George ontmoet de circus olifant Kayla, die op zoek is naar haar broers en zussen in Californië. George en Ted helpen de olifant mee naar de zoektocht en ze gaan per trein, vrachtwagen en schoolbus. De veiligheidschef Danno Wolfe speurt George en de anderen op. Kayla wordt uiteindelijk toch herenigd met haar familie.

## Stemverdeling
| Acteur          | Personage                     |
| --------------- | ----------------------------- |
| Frank Welker    | George / Cow                  |
| Jeff Bennett    | Ted                           |
| Jeff McNeal     | Kayla / Hog / Tonga / Layla   |
| Jamie Kennedy   | Danno Wolfe                   |
| Amy Hill        | Flower Pot Lady / Irate Woman |
| Ed O'Ross       | Ivan the Doorman              |
| Fred Tatasciore | Mr. Bloomsberry               |
| Nickie Bryar    | Maggie / Teen Boy             |
| Catherine Taber | Tina                          |
| Tim Curry       | Piccadilly                    |
| Jerry Lewis     | Stationmaster                 |